# Plattel
Das Plattel ist ein 1504 m ü. NHN hoher Berg auf dem Gemeindegebiet von Lenggries in Oberbayern
bei der Amperthalalm.
Er liegt auf dem Bergrücken, der sich vom Schönberg im Westen, über die Hochplatte bis zu Roß- und Buchstein im Osten zieht. 
Durch die geringe Höhe über dem Kamm ist das Plattel wenig eigenständig. Ein Wanderweg zum Mariaeck führt jedoch über das Plattel.